# The Brooke Ellison Story
The Brooke Ellison Story (en español, La historia de Brooke Ellison) es una película hecha para televisión del 2004 dirigida por Christopher Reeve y protagonizada por Mary Elizabeth Mastrantonio, John Slattey, Vanessa Marano, y Lacey Chabert.
La película fue lanzada a través de la compañía estadounidense Sony Pictures Televisión y producido por Cambria Productions con Christopher Reeve como productor y director ejecutivo. El rodaje comenzó en febrero de 2004 en Los Ángeles, California, y terminó en marzo de 2004. La película fue estrenada el 14 de noviembre del mismo año.

## Argumento
Siendo una niña, Brooke Ellison (Vanessa Marano), sufre una lesión irreversible en el cuello que la deja postrada en una silla de ruedas. Pero la joven está dispuesta a vencer cualquier obstáculo y conseguir que su Tetraplejía no le impida asistir a la escuela y más tarde a la universidad. 
Más tarde cuando Brooke Tenía 18 años (Lacey Chabert) sigue con su afán de superación y el apoyo inestimable de su madre (Mary Elizabeth Mastrantonio) la convertirán en un admirable ejemplo a seguir.   

## Elenco
- John Slattery como Ed Ellison.
- Mary Elizabeth Mastrantonio como Jean Ellison.
- Lacey Chabert como Brooke Ellison.
- Vanessa Marano como Brooke Ellison (11 años).
- Jenson Goins Reed Ellison niño.
- Lauren Barrett como Kysten Ellison.